# Сехас, Мауро
Мауро Сехас (исп. Mauro Emiliano Cejas; родился 24 августа 1985 года в Адроге, Аргентина) — аргентинский футболист, полузащитник.

## Карьера
Сехас — выпускник футбольной академии аргентинского «Темперлея». В заявку команды третьего аргентинского дивизиона он был включен в возрасте 17 лет. Мауро довольно быстро завоевал место в составе и в начале 2005 года ушёл на повышение в «Ньюэллс Олд Бойз». 3 апреля 2005 года в матче против «Институто», Сехас дебютировал в аргентинском чемпионате. Эта встреча стала для него единственной в сезоне Клаусуры 2005. Только начиная с сезона Клаусуры 2006 он начал более регулярно появляться в основе. В этом же году состоялся дебют Мауро в Кубке Либертадорес, где он провёл 7 матчей и дошёл с командой до 1/8 финала.
Летом 2007 года Сехас перешёл в мексиканский клуб «Эстудиантес Текос». Сумма трансфера составила 1 300 000 евро. 3 августа в матче против «Пачуки», он дебютировал в мексиканской Примере. 7 сентября в поединке против «Ягуарес», Мауро забил первый гол за команду.
В 2008 году Сехас был отправлен в аренду в «Монтеррей». 27 июля в матче против «Пуэблы», он дебютировал за новый клуб. В «Монтеррее» Сейяс провёл 8 матчей, не забив ни одного гола. Весной 2009 года Мауро арендовал перуанский клуб, «Универсидад Сан-Мартин». 15 июня в поединке против «Спорт Уанкайо», полузащитник сыграл свой первый матч в перуанском чемпионате. 29 июня во встрече против «Хуан Аурич» Сехас забил свой первый гол за «Универсидад». После возвращения в стан «Текос», Мауро стал получать больше игрового времени, а в сезоне 2010/11 года с 14 мячами стал лучшим бомбардиром команды.
Летом 2011 года Сехас перешёл в «Пачуку» за $ 4,000,000. 24 июля в матче против «Сантос Лагуна» он дебютировал за новый клуб. 14 августа в поединке против «Толуки», Мауро забил свой первый гол за клуб. 5 февраля 2012 в матче против «Толуки», полузащитник сделал дубль и помог своей команде одержать волевую победу 3:4, забив победный гол на последней минуте. 18 марта во встрече против «Атланте» Сехас сделал хет-трик.
В конце 2012 года Мауро заключил контракт с клубом «Сантос Лагуна». 28 апреля 2013 года в матче против «Крус Асуль» он дебютировал за новую команду. 14 сентября в поединке против «Америки» Сехас забил свой первый гол за «Сантос Лагуна». В начале 2015 года Мауро на правах аренды перешёл в «Монаркас Морелия». 10 января в матче против «Толуки» он дебютировал за новую команду. 18 января в поединке против «Атласа» Сехас забил свой первый гол за «Монаркас Морелия».
В начале 2016 года Сехас был отдан в аренду в «Пуэблу». 10 января в матче против столичной «Америки» он дебютировал за новую команду.
В начале 2017 года Мауро вернулся на родину, став футболистом «Унион Санта-Фе». 18 мая в матче против «Колона» он дебютировал за новый клуб.